# Aleš Pajovič
Aleš Pajovič (ur. 1 czerwca 1979 w Celje) – słoweński piłkarz ręczny, reprezentant kraju, grający na pozycji lewego rozgrywającego. Obecnie występuje w słoweńskim RK Celje.

## Kariera
- do 2003  RK Celje
- 2003–2007  BM Ciudad Real
- 2007–2008  THW Kiel
- 2008–2009  BM Ciudad Real
- od 2009  RK Celje

## Sukcesy
- 1998, 1999, 2000, 2001, 2002, 2003: mistrzostwo Słowenii
- 1998, 1999, 2000, 2001: puchar Słowenii
- 2004: wicemistrzostwo Europy
- 2004, 2005, 2006, 2007: puchar Ligi ASOBAL
- 2005: superpuchar Hiszpanii
- 2006, 2007, 2008: puchar Króla
- 2004, 2007, 2008: mistrzostwo Hiszpanii
- 2006, 2008, 2009: zwycięstwo w Lidze Mistrzów